# Selección femenina de baloncesto de Vanuatu
La Selección de baloncesto femenil de Vanuatu es el equipo que representa a Vanuatu en competiciones internacionales. Es administrado por la Vanuatu Amateur Basketball Federation.
El equipo apareció en el Torneo de Baloncesto femenino de Oceanía 1981 y en los Juegos del Pacífico de 2011.